# Спасо-Барда
Спасо-Барда — село в Кишертском муниципальном округе Пермского края. Входит в Усть-Кишертское сельское поселение.

## География
Село расположено на левом берегу реки Сылва, в 7 километрах на восток от центра муниципального округа — Усть-Кишерти.

## История
Поселение возникло в 1679 году. Название получило по реке Барда, впадающей в Сылву с противоположного берега и Спасской церкви, открытой в 1859 году. С конца XVIII до начала XX века село было центром Черноярской (позднее Спасобардинской) волости Кунгурского уезда, а до января 2006 г. — Спасобардинского сельсовета. Основа экономики — сельское хозяйство. В 1930 г. создан колхоз «Красный партизан», который в 1951 г. укрупнён и получил имя Сталина, а в 1959 г. включён в сельхозартель «Родина». В 1971 г. образован совхоз «Спасобардинский».
В списках жертв сталинских репрессий значатся шесть уроженцев Спасо-Барды. До войны в селе существовал колхоз «Красный партизан». В базе данных участников Великой Отечественной войны значатся пять уроженцев села.

## Население
| 2000 | 2004 | 2008 | 2010 | 2012 | 2014 | 2015 |
| ---- | ---- | ---- | ---- | ---- | ---- | ---- |
| 450  | ↗454 | ↘431 | ↘370 | ↗440 | ↘436 | ↘428 |
| 2016 |      |      |      |      |      |      |
| ↘415 |      |      |      |      |      |      |

## Инфраструктура
Работают основная общеобразовательная школа, детский комбинат, ФАП, клуб и павленковская библиотека, существующая с 1909 года. Храм Спаса Нерукотворного Образа вновь открыт в 1989 году. Станция железной дороги Школьная.